# Захаров, Дмитрий Вениаминович
Дми́трий Вениами́нович Заха́ров (30 января 1958, Москва) — советский, затем российский журналист, теле- и радиоведущий, продюсер.

## Биография
Родился 30 января 1958 года в Москве в семье дипломата. Образование — высшее (в 1980 году окончил Институт иностранных языков им. Мориса Тореза, в 1985 году — исторический факультет МГУ).
С 1980 по 1987 год работал на Иновещании Гостелерадио (программы для США и Великобритании).
С 1987 по 1991 год — корреспондент и ведущий программы «Взгляд». 10 лет спустя, журнал «Огонёк» позиционировал ведущих «Взгляда» как «народных героев»:

Кто помнит, сколько их было, ведущих «Взгляда», появлявшихся в самой свободной студии «Останкино» по пятницам? Листьев, Любимов, Захаров, Политковский, Мукусев. Кто ещё — Ломакин, Додолев, Боровик… Они стали народными героями, олицетворявшими перемены внутри страны, так же, как символом перестройки за границей был Горбачёв.

С 1991 по 1993 год — автор и ведущий программы «Веди» на 1-м канале Останкино.
С 1994 по 2003 год — сотрудник телеканала РТР (позже — «Россия»). Поочерёдно вёл программы «Река времени», «На пороге века», «Наука и техника». Принял непосредственное участие в создании программы о компьютерных играх «От винта!». Автор и руководитель информационно-развлекательной программы «Утренний экспресс» (1996—1998). С 2000 года также был главным редактором научно-познавательного журнала «Вокруг света» и руководителем одноимённой еженедельной телепередачи, которую создавал вместе с тогдашним главным режиссёром РТР Иваном Дыховичным.
Покинул программу и журнал «Вокруг света» вместе со многими корреспондентами, редакторами и операторами после того, как руководство телеканала «Россия» стало вмешиваться в творческий ход передачи и цензурировать её.
В мае 2003 года перешёл на телеканал НТВ по приглашению генерального директора Николая Сенкевича. С 2003 по 2004 год — руководитель Дирекции научно-популярного вещания НТВ, в данной должности продюсировал передачи «Военное дело» и «Тайны разведки».
С сентября 2003 по июль 2014 года — ведущий программы «Их нравы» на НТВ, где также работала его команда, ушедшая из «Вокруг света».
С сентября 2005 по март 2011 года — ведущий программы «Цена Победы» на радиостанции «Эхо Москвы».
С конца 2006 по начало 2011 года также являлся одним из ведущих обсуждения на исторические темы «Час истины» на телеканале «365 дней ТВ».
Автор документального фильма «Истребители люфтваффе. Восточный фронт», показанного на НТВ 19 июня 2011 года.

## Семья
Дмитрий Захаров женат, его супруга — бывшая телеведущая Елена Шмелёва. У него две дочери: Анна (от первого брака) и Вера (от второго брака).

## Награды
- 2007 год — специальный приз «ТЭФИ» в категории «Лица» (совместно со всем коллективом программы «Взгляд») в честь двадцатилетия выхода программы в эфир[17].
- 2008 год — премия «Известность»[18].
- 2009 год — премия «Власть № 4», специальный диплом в номинации «Лучшая радиопрограмма по общественно-политической тематике» за цикл радиопередач о Великой Отечественной войне (совместно с Виталием Дымарским)[19].

## Книги
- Захаров Д. Как Кощей смерти искал — М.: б.и., 2019. — 240 с. — ISBN 978-5-04-253175-0[20].